# Quádrica
Quádrica ou superfície quádrica é, em matemática, o conjunto dos pontos do espaço tridimensional cujas coordenadas formam um polinômio de segundo grau de no máximo três variáveis denominada de equação cartesiana da superfície:
- {\displaystyle Ax^{2}+By^{2}+Cz^{2}+Dxy+Exz+Fyz+Gx+Hy+Iz+J=0\,}  onde pelo menos um dos coeficientes a, b, c, d, e ou f é diferente zero, representando assim uma superfície quádrica, ou simplesmente, uma quádrica. Se a superfície quádrica, for cortada pelos planos coordenados ou por planos paralelos a eles, a curva de interseção será uma cônica. A interseção de uma superfície com um plano é chamado de traço da superfície no plano. A redução da equação geral das quádricas às suas formas mais simples exige cálculos laboriosos.

## Plano cartesiano
Como a dimensão do plano é 2, ou {\displaystyle \mathbb {R} ^{2}}, as quádricas no plano cartesiano têm dimensão um e são curvas planas. Também são chamados de seções cónicas ou cónicas.

Círculo (e = 0), elipse (e = 0.5), parábola (e = 1) e hipérbole (e = 2) com um foco fixo F e uma diretriz.

## Superfícies
Numa visão informal, as superfícies quadráticas são as regiões formadas quando as cônicas se movimentam no espaço. A partir da equação geral do segundo grau nas três variáveis x,y,z é possível representar uma superfície quadrática.
Observemos que se a superfície quadrática formada pela equação geral, for cortada por um plano paralelo a um dos planos coordenados, a curva de interseção será uma cônica.

### Superfície Esférica
A superfície esférica S de centro C e raio r > 0 é o lugar geométrico dos pontos do espaço que mantém a distância r de C. Sendo {\displaystyle P=(x,y,z)\in S\,} e C = {\displaystyle (x_{o},y_{o},z_{o})\,} então d(P,C) = r, ou seja, a equação implícita de S é:
{\displaystyle (x-x_{o})^{2}+(y-y_{o})^{2}+(z-z_{o})^{2}=r^{2}\,}
Se aproximarmos um plano {\displaystyle \pi \,} de uma superfície esférica de modo que este toque a superfície em apenas um ponto Pt, este ponto é chamado ponto de tangência onde é válido:
{\displaystyle \pi \cap S=\{Pt\}\,}
{\displaystyle {\overline {C\ Pt}}\perp \pi \,}
{\displaystyle d(C,\pi )=r\,}
Porém, se o plano {\displaystyle \pi } tocar a superfície em mais de um ponto, então o plano é secante à superfície, o que acontece sempre que {\displaystyle d(C,\pi )<r\,}.

### Superfície Cilíndrica
Uma superfície é dita cilíndrica se existir uma curva C e uma reta r tais que a superfície seja a união de retas paralelas a r que passem por C. C é chamada diretriz da superfície S e as retas paralelas a r são geratrizes de S.
Se a curva C for uma quádrica plana, então a superfície será uma quádrica no espaço.

### Superfície Cônica
Uma superfície S é dita cônica se ela for formada a partir de uma curva C e um ponto V não pertencente a C tal que S é a união das retas VQ, onde Q percorre C.
Se a curva C for uma quádrica plana, então a superfície será uma quádrica no espaço.

### Superfície de Rotação
Uma superfície S é uma superfície de rotação se existem uma reta r e uma curva C tal que S é a união das circunferências com centro em r e que tangenciam C.
r é o eixo de rotação de S. A interseção de S com o semiplano de origem r é um meridiano de S.
Na maioria dos casos em que a curva C é uma quádrica plana, a superfície tem grau maior que 2 (não sendo uma quádrica; por exemplo, se C for um círculo que não intercepta r, S será um toro).
S será uma quádrica quando C, além de ser uma quádrica, ainda tem r como eixo de simetria.

## Superfícies Quádricas
| Superfície quádrica                                                | Fórmulas                                                                         | Desenho |
| ------------------------------------------------------------------ | -------------------------------------------------------------------------------- | ------- |
| Elipsoide                                                          | {\displaystyle {x^{2} \over a^{2}}+{y^{2} \over b^{2}}+{z^{2} \over c^{2}}=1\,}  |         |
| Elipsoide de revolução (caso particular do elipsoide)              | {\displaystyle {x^{2} \over a^{2}}+{y^{2} \over a^{2}}+{z^{2} \over b^{2}}=1\,}  |         |
| Esfera (caso particular do elipsoide de revolução)                 | {\displaystyle {x^{2} \over a^{2}}+{y^{2} \over a^{2}}+{z^{2} \over a^{2}}=1\,}  |         |
| Paraboloide elíptico                                               | {\displaystyle {x^{2} \over a^{2}}+{y^{2} \over b^{2}}-z=0\,}                    |         |
| Paraboloide de revolução (caso particular do paraboloide elíptico) | {\displaystyle {x^{2} \over a^{2}}+{y^{2} \over a^{2}}-z=0\,}                    |         |
| Paraboloide hiperbólico                                            | {\displaystyle {x^{2} \over a^{2}}-{y^{2} \over b^{2}}-z=0\,}                    |         |
| Hiperboloide de uma folha                                          | {\displaystyle {x^{2} \over a^{2}}+{y^{2} \over b^{2}}-{z^{2} \over c^{2}}=1\,}  |         |
| Hiperboloide de duas folhas                                        | {\displaystyle -{x^{2} \over a^{2}}-{y^{2} \over b^{2}}+{z^{2} \over c^{2}}=1\,} |         |
| Cone                                                               | {\displaystyle {x^{2} \over a^{2}}+{y^{2} \over b^{2}}-{z^{2} \over c^{2}}=0\,}  |         |
| Cilindro elíptico                                                  | {\displaystyle {x^{2} \over a^{2}}+{y^{2} \over b^{2}}=1\,}                      |         |
| Cilindro circular (caso particular do Cilindro elíptico)           | {\displaystyle {x^{2} \over a^{2}}+{y^{2} \over a^{2}}=1\,}                      |         |
| Cilindro hiperbólico                                               | {\displaystyle {x^{2} \over a^{2}}-{y^{2} \over b^{2}}=1\,}                      |         |
| Cilindro parabólico                                                | {\displaystyle x^{2}+2y=0\,}                                                     |         |